# Jean-Sébastien Giguère
Jean-Sébastien Giguère (født 16. maj 1977 i Montreal Canada) er en fransk-canadisk ishockeyspiller, der i øjeblikket spiller for NHL-holdet Anaheim Ducks, hvor han er målmand. Jean-Sébastien Giguère havde tidligere spillet for Verdun Collège-Français, Halifax Mooseheads, Hartford Whalers, Saint John Flames, Calgary Flames og Cincinnati Mighty Ducks.